# Жак Вільд
Жак Вільд (фр. Jacques Wild, 20 жовтня 1905, Саїда — 26 листопада 1990, Версаль) — французький футболіст, що грав на позиції захисника. Виступав у складі паризького клуба «Стад Франсе», а також національної збірної Франції.
Учасник Олімпійських ігор. Чемпіон Франції.

## Титули і досягнення
- Чемпіон Франції: (1):

«Стад Франсе»: 1928
- Переможець Чемпіонату Парижу (1):

«Стад Франсе»: 1928
| Дата       | Місто        | Господарі  | Результат | Гості             | Турнір           | Голи | Примітки |
| ---------- | ------------ | ---------- | --------- | ----------------- | ---------------- | ---- | -------- |
| 16/03/1927 | Лісабон      | Португалія | 4 – 0     | Франція           | товариський матч | -    |          |
| 24/04/1927 | Коломб       | Франція    | 3 – 3     | Італія            | товариський матч | -    |          |
| 22/05/1927 | Коломб       | Франція    | 1 – 4     | Іспанія           | товариський матч | -    |          |
| 26/05/1927 | Коломб       | Франція    | 0 – 6     | Англія            | товариський матч | -    |          |
| 12/06/1927 | Будапешт     | Угорщина   | 13 – 1    | Франція           | товариський матч | -    |          |
| 21/02/1928 | Коломб       | Франція    | 4 – 0     | Північна Ірландія | товариський матч | -    |          |
| 11/03/1928 | Лозанна      | Швейцарія  | 4 – 3     | Франція           | товариський матч | -    |          |
| 26/05/1929 | Рокур (Льєж) | Бельгія    | 4 – 1     | Франція           | товариський матч | -    |          |
| Усього     |              | Матчів     | 8         |                   | Голів            | 0    |          |